# Lista de municípios do Amazonas por IDH (2000)
Esta é uma Lista de municípios do Amazonas por IDH de acordo com os dados de 2000. A  organização e divulgação da lista foi de responsabilidade do Programa das Nações Unidas para o Desenvolvimento. Naquele ano, o município que apresentou melhor desempenho foi Manaus, capital do estado, que registrou 0,774. Além deste, outros municípios que destacaram-se naquele ano foram Presidente Figueiredo,  Itacoatiara , Tabatinga e Urucará. A cidade que registrou o menor IDH EM 2000 foi Ipixuna.

## Critérios
O índice varia de zero até 1, sendo considerado:
- baixo, entre 0 e 0,499;
- médio, de 0,500 a 0,799;
- alto, quando maior ou igual a 0,800.

## Ordenação decrescente por IDH
| Posição | Município                 | IDH-M |
| ------- | ------------------------- | ----- |
| 1       | Manaus                    | 0,774 |
| 2       | Presidente Figueiredo     | 0,741 |
| 3       | Itacoatiara               | 0,711 |
| 4       | Tabatinga                 | 0.699 |
| 5       | Urucará                   | 0,698 |
| 6       | Parintins                 | 0,696 |
| 7       | Iranduba                  | 0,694 |
| 8       | Itapiranga                | 0,694 |
| 9       | Maués                     | 0,689 |
| 10      | Humaitá                   | 0,678 |
| 11      | Rio Preto da Eva          | 0,677 |
| 12      | Apuí                      | 0,676 |
| 13      | Silves                    | 0,675 |
| 14      | São Gabriel da Cachoeira  | 0,673 |
| 15      | Manacapuru                | 0,663 |
| 16      | Manaquiri                 | 0,663 |
| 17      | Tefé                      | 0,663 |
| 18      | Urucurituba               | 0,663 |
| 19      | Autazes                   | 0,661 |
| 20      | São Sebastião do Uatumã   | 0,659 |
| 21      | Careiro da Várzea         | 0,658 |
| 22      | Nhamundá                  | 0,656 |
| 23      | Novo Airão                | 0,656 |
| 24      | Alvarães                  | 0,647 |
| 25      | Barreirinha               | 0,645 |
| 26      | Boa Vista do Ramos        | 0,642 |
| 27      | Benjamin Constant         | 0,640 |
| 28      | Anamã                     | 0,637 |
| 29      | Anori                     | 0,634 |
| 30      | Amaturá                   | 0,631 |
| 31      | Careiro                   | 0,630 |
| 32      | Nova Olinda do Norte      | 0,629 |
| 33      | Coari                     | 0,627 |
| 34      | Caapiranga                | 0,624 |
| 35      | Novo Aripuanã             | 0,624 |
| 36      | Manicoré                  | 0,621 |
| 37      | Boca do Acre              | 0,611 |
| 38      | Borba                     | 0,599 |
| 39      | Uarini                    | 0,599 |
| 40      | Lábrea                    | 0,598 |
| 41      | Barcelos                  | 0,593 |
| 42      | Codajás                   | 0,593 |
| 43      | Tonantins                 | 0,587 |
| 44      | Japurá                    | 0,577 |
| 45      | Beruri                    | 0,575 |
| 46      | Carauari                  | 0,575 |
| 47      | Eirunepé                  | 0,562 |
| 48      | Maraã                     | 0,560 |
| 49      | Atalaia do Norte          | 0,559 |
| 50      | Santa Isabel do Rio Negro | 0,548 |
| 51      | Canutama                  | 0,546 |
| 52      | Juruá                     | 0,546 |
| 53      | São Paulo de Olivença     | 0,536 |
| 54      | Jutaí                     | 0,533 |
| 55      | Fonte Boa                 | 0,532 |
| 56      | Pauini                    | 0,532 |
| 57      | Santo Antônio do Içá      | 0,525 |
| 58      | Envira                    | 0,513 |
| 59      | Itamarati                 | 0,505 |
| 60      | Guajará                   | 0,504 |
| 61      | Tapauá                    | 0,498 |
| 62      | Ipixuna                   | 0,487 |